# تيد مورتون
تيد مورتون (بالإنجليزية: Ted Morton)‏ هو سياسي كندي وأمريكي، ولد في 28 مارس 1949 في لوس أنجلوس في الولايات المتحدة. حزبياً، نشط في الرابطة التقدمية المحافظة في ألبرتا ‏. وقد انتخب عضو الجمعية التشريعية ألبرتا وانتخب عضو مجلس الشيوخ الكندي.